# Arundinella furva
Arundinella furva är en gräsart som beskrevs av Mary Agnes Chase. Arundinella furva ingår i släktet Arundinella och familjen gräs. Inga underarter finns listade i Catalogue of Life.